# شاوارش کاراپتیان
شاوارش ولادیمیری کاراپتیان (به ارمنی: Շավարշ Վլադիմիրի Կարապետյան) (به انگلیسی: Shavarsh Karapetyan) قهرمان شیرجه جهان اهل ارمنستان است.
او در ۱۹ مهٔ ۱۹۵۳ میلادی در شهر وانادزور، استان لوری زاده شد و در بین سال‌های ۱۹۷۰ تا ۱۹۷۶ میلادی در مسابقات پرش شیرجهٔ جهان ۱۱ بار رکورد دار جهان، ۱۷ بار قهرمان جهان و ۱۳ بار قهرمان اروپا بوده‌است. او رئیس افتخاری پرش شیرجه اتحاد شوروی بود.

## حادثه سقوط اتوبوس در دریاچه ایروان
محبوبیتش بیشتر به خاطر از خود گذشتگی و رفتار انسانی است که در تاریخ ۱۶ سپتامبر ۱۹۷۶ میلادی نشان داد. او هنگامی که از تمرین روزانه (۲۰ کیلومتر دویدن) بازمی‌گشت متوجه غرق شدن اتوبوسی در دریاچه ایروان می‌شود. بلافاصله به همراه برادرش «کامو» از روی پل ۳۳ فوت شیرجه زده و به عمق ده متری آب شنا می‌کند و در حالی که هیچ چیزی دیده نمی‌شد شیشه اتوبوس را شکسته و هر بار یک مسافر را در آغوش گرفته به سطح آب می‌رساند و بلافاصله به عمق دریاچه فرومی‌رود. بدین سان او توانست جان ۲۰ نفر از مسافران را نجات دهد. این فداکاری موجب عفونت ریه و بستری شدن و معلولیت او شد. این قهرمان جهان به ناچار ورزش حرفه‌ای را کنارگذاشت و دیگر هیچ وقت نتوانست به حرفه مورد علاقه اش بپردازد.

## جوایز
- شهروند افتخاری ایروان (۱۹۸۷)